# Tomasz Sariusz Jakliński
Tomasz Sariusz Jakliński herbu Jelita (zm. 13 lutego 1799) – podsędek krakowski od 1776 roku, podsędek zatorsko-oświęcimski w latach 1765–1776, pisarz zatorsko-oświęcimski w 1765 roku, burgrabia krakowski w latach 1759–1765, wicesgerent grodzki oświęcimski.
W 1764 roku wyznaczony przez konfederację do lustracji dóbr królewskich i innych dóbr w powiatach proszowskim, lelowskim i księskim województwa krakowskiego oraz w księstwie oświęcimskim i zatorskim.
Pochowany został w klasztorze bernardynów w Alwernii.